# Yoko Sakaue
Yoko Sakaue (坂上 洋子 Sakaue Yōko?), född den 29 augusti 1968 i Nagasaki, Japan, är en japansk judoutövare.
Hon tog OS-brons i damernas tungvikt i samband med de olympiska judotävlingarna 1992 i Barcelona.